# Diocesi di Medeli
La diocesi di Medeli (in latino Dioecesis Medelitana) è una sede soppressa e sede titolare della Chiesa cattolica.

## Storia
Medeli, identificabile con Henchir-Mencoub nell'odierna Tunisia, è un'antica sede episcopale della provincia romana dell'Africa Proconsolare, suffraganea dell'arcidiocesi di Cartagine.
È difficile attribuire con certezza dei vescovi alla diocesi di Medeli, a causa delle diverse varianti riportate dai manoscritti. Mesnage assegna a Medeli il vescovo Iader che prese parte al concilio di Cartagine convocato il 1º settembre 256 da san Cipriano per discutere della questione relativa alla validità del battesimo amministrato dagli eretici, e figura al 45º posto nelle Sententiae episcoporum; per Morcelli e Jaubert questo vescovo apparterrebbe alla diocesi di Midila in Numidia. Il donatista Liberale prese parte alla conferenza di Cartagine del 411, che vide riuniti assieme i vescovi cattolici e donatisti dell'Africa romana; la sede in quell'occasione non aveva vescovi cattolici. Felicissimo, episcopus plebis Sedelensis, intervenne al concilio cartaginese del 525; Morcelli attribuisce questo vescovo ad un'ipotetica diocesi di Sedela, non documentata altrimenti.
Dal 1933 Medeli è annoverata tra le sedi vescovili titolari della Chiesa cattolica; dal 19 aprile 2024 il vescovo titolare è Ramiro Alejandro Herrera Herrera, vescovo ausiliare di Portoviejo.

## Cronotassi

### Vescovi
- Iader ? † (menzionato nel 256)
  - Liberale † (menzionato nel 411 deceduto) (vescovo donatista)
- Felicissimo † (menzionato nel 525)

### Vescovi titolari
- Joseph Lörks, S.V.D. † (23 maggio 1933 - 15 marzo 1945 deceduto)
- Fulvio Tessaroli † (11 novembre 1952 - 13 gennaio 1953 deceduto)
- Marino Bergonzini † (12 febbraio 1953 - 12 gennaio 1957 nominato vescovo di Volterra)
- Szczepan Sobalkowski † (3 giugno 1957 - 12 febbraio 1958 deceduto)
- Ugo Poletti † (21 luglio 1958 - 26 giugno 1967 nominato arcivescovo di Spoleto)
- Joseph Louis Aldée Desmarais † (31 ottobre 1968 - 8 dicembre 1970 dimesso)
- Carlo Curis † (14 luglio 1971 - 29 settembre 2014 deceduto)
- Zbigniew Jan Zieliński (26 settembre 2015 - 10 marzo 2022 nominato vescovo coadiutore di Koszalin-Kołobrzeg)
- Riccardo Lamba (27 maggio 2022 - 23 febbraio 2024 nominato arcivescovo di Udine)
- Ramiro Alejandro Herrera Herrera, dal 19 aprile 2024